# 傑斐遜鎮區 (克萊頓縣)
杰斐逊鎮區（Jefferson Township），美国艾奥瓦州克莱顿县的一个鎮區，总面积148.83平方公里，总人口2721（2000年美国人口普查）。